# Naginatajutsu

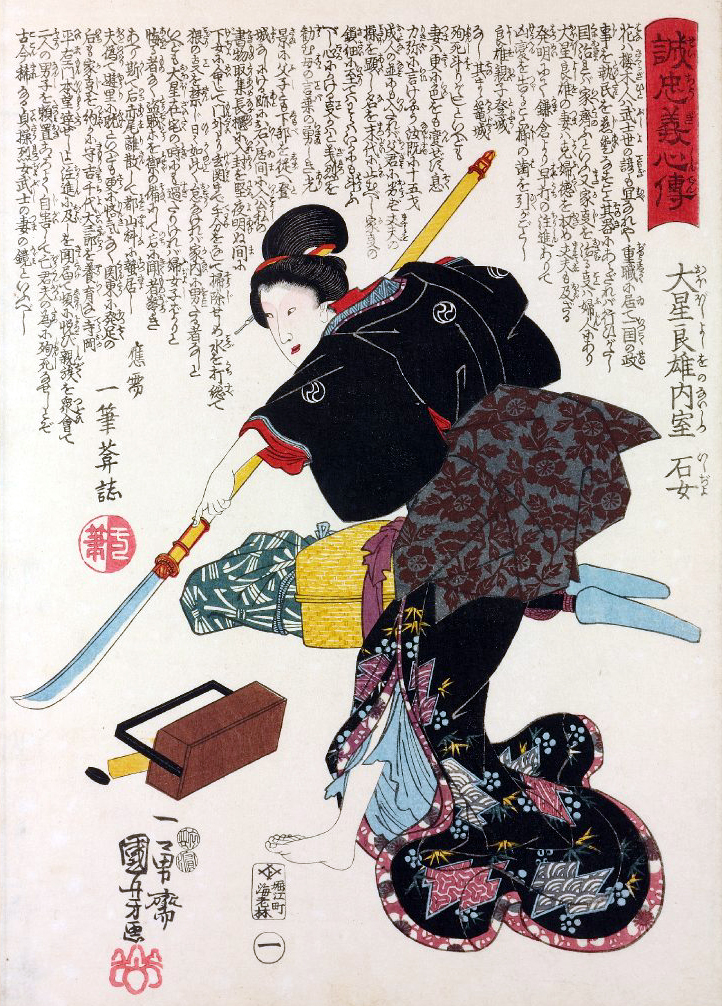
Ishi-jo, femme de Ōishi Yoshio, l'un des « 47 rōnin fidèles ». Estampe de Kuniyoshi de la série Seichi gishin den, Histoires de cœurs fidèles, 1848

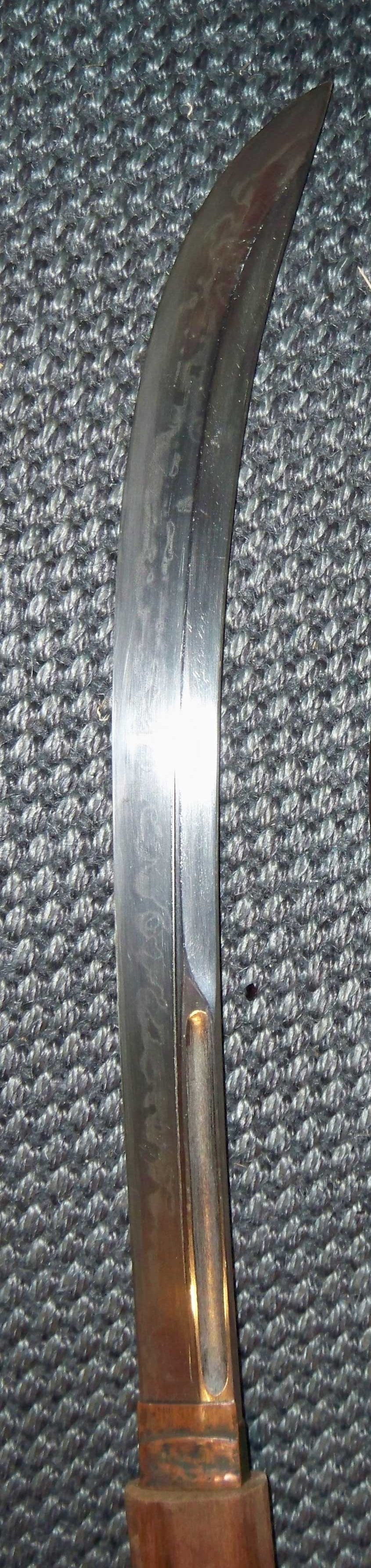
Naginata

Le naginatajutsu (なぎなた術, 長刀術 ou 薙刀術) est un art martial japonais. On y étudie le maniement de la naginata, une hallebarde traditionnelle.
Dans l'histoire du Japon, le maniement de la naginata a été associé aux femmes et, de nos jours au Japon, le naginatajutsu est davantage pratiqué par des femmes que des hommes.

## Art martial
La pratique de la naginata fait aussi partie de celle, plus vaste, du kobudo. La plupart des étudiants actuels du naginatajutsu en apprennent une forme modernisée, le naginata (un gendai budo) parfois aussi appelé atarashii naginata (« nouveau naginata »), et organisent des compétitions internationales.
Les formes anciennes sont préservées et transmises au sein des koryū (écoles traditionnelles anciennes). Les élèves apprennent directement auprès du sōke (grand maître).
Les étudiants portent des protections, similaires au bogu porté pour le kendo bien que présentant quelques différences avec celui-ci : les pans du casque sont différents, les gants sont munis de doigts et une protection est prévue au niveau des jambes.
La naginata, c'est-à-dire l'arme, utilisée actuellement est d'une longueur de 2,25 m et se compose d'un manche en bois, terminé par une lame de bambou. Elle est utilisée pour les combats et pour certains katas, les enchaînements de mouvements techniques de base. Certains katas ne sont enseignés qu'à haut niveau et sont pratiqués avec une naginata en bois massif.

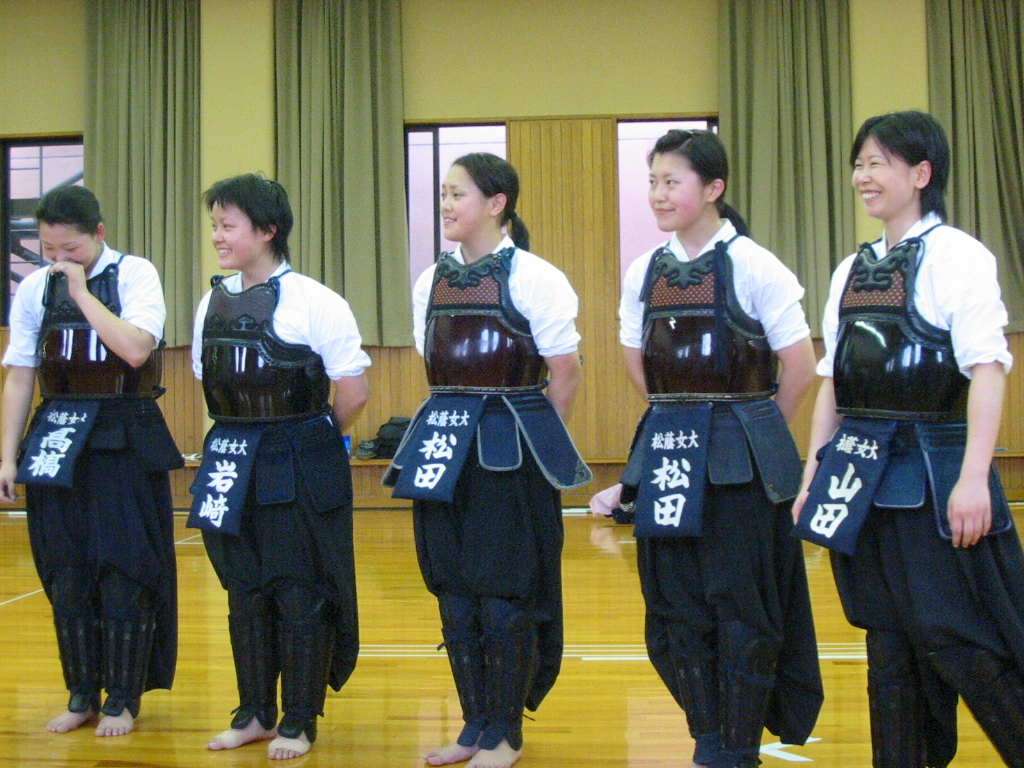
Des membres du club de l'Université pour femmes de Shoin, à Kobe, en armure, sans le casque ni les kote
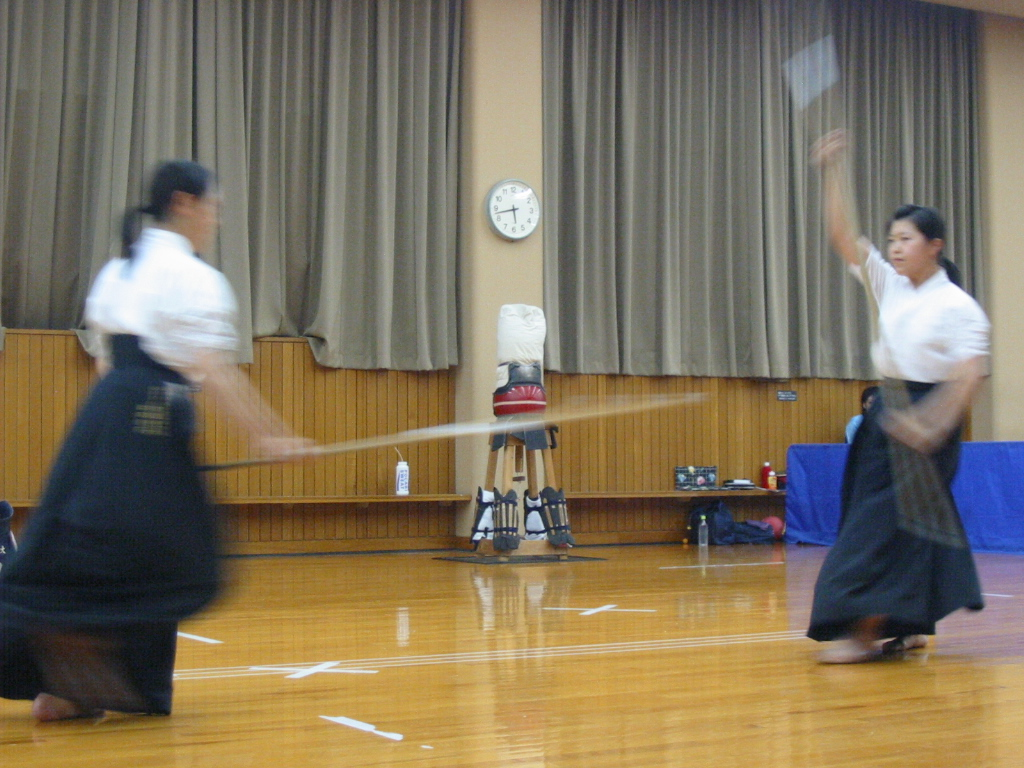
Pratiques de formes, ou katas
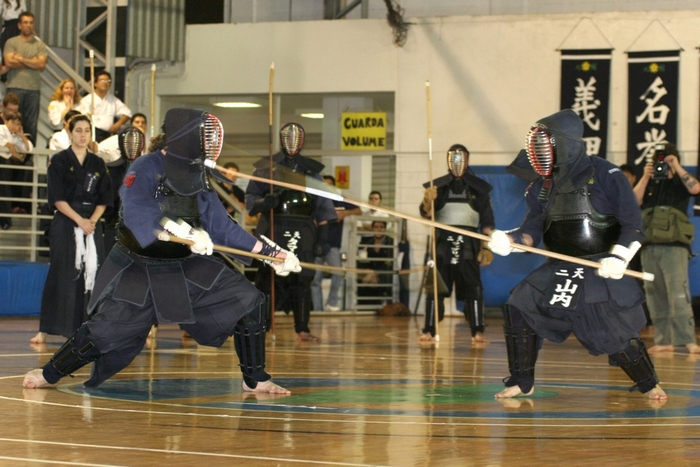
Compétition, 2006

### Écoles
Suit une liste de koryū qui incluent le naginatajutsu.
- Araki-ryu
- Higo Ko-ryu
- Kashima-Shinryû
- Kogen Itto-ryu
- Maniwa Nen-ryu
- Shingyoto-ryu
- Suiō-ryū
- Takenouchi-ryu
- Tendo-ryu
- Tenshin Shoden Katori Shinto-ryu
- Toda-ha Buko-ryu
- Yagyū Shingan-ryū
- Yoshin-ryu

## Lanaginataen France
Il existe une Commission naginata au sein du Comité national de kendo et disciplines assimilées. Il existe 17 clubs affiliés au CNK qui regroupe 200 pratiquants environ, pour l'année 2006.
- Le champion de France senior 2006 est Loïc Delalande (Mérignac)
- Le champion de France espoir 2006 est Mathieu Garin (Rozay)
- Le champion de France Benjamin 2006 est Damien Avrillaud (Le Bouscat)

La Fédération de naginata (FNAG) est une seconde organisation française impliquée dans le naginata. La FNAG qui a fêté ses dix ans en 2009, est une fédération de naginata (ou atarashi naginata) exclusivement et regroupe six clubs en Île-de-France.

## Lanaginataen Belgique
La fédération belge de Naginata, fondée en 1990, est membre de la Fédération Européenne de Naginata, de l'ALL Belgium Naginata Federation, de l'International Naginata Federation, et est reconnue par la Zen Nihon Naginata Renmei.
Elle compte actuellement 2 clubs : le Budo Collège Belge et le Club de la forêt de Soignes.
La fédération belge comporte plusieurs haut gradés :
- Au Budo Collège Belge : Roger Hannoset, 4e dan (et également 6e dan d'aïkido, 6e dan de judo, 3e dan de jodo, 3e dan de kendo et 2e dan de karaté).
- Au club de la forêt de soignes : David D'hose (6e dan), François Dermine (5e dan), Jonathan D'hose (4e dan), Tyl Dermine (4e dan) et Laurence Dumonceau (4e dan).

La Belgique a un beau palmarès en compétitions internationales, avec entre autres :
- Aux championnats d'Europe 2018 : 1re place en individuel homme (Tyl Dermine), 1re place en individuel femme (Charlotte Vandersleyen), 3e place en équipe femme.
- Aux championnats du monde 2015 : la Belgique est deuxième au total des points (16 points) derrière le japon (40 points), 2e place en individuel homme (François Dermine), 2e place en équipe homme (Tyl Dermine, David D'Hose et François Dermine).

Site internet de la fédération : www.nagibel.com